# UGC 3422
PGC 18709 = UGC 3422 ist eine Spiralgalaxie vom Hubble-Typ SAB(rs)b im Sternbild Giraffe am Nordsternhimmel. Sie ist schätzungsweise 187 Millionen Lichtjahre von der Milchstraße entfernt. Gemeinsam mit drei anderen Galaxien bildet sie die Galaxiengruppe "LGG 135".

## UGC 3422-Gruppe (LGG 135)
| Galaxie   | Alternativname | Entfernung/Mio. Lj |
| --------- | -------------- | ------------------ |
| PGC 18709 | UGC 3422       | 187                |
| UGC 3415  | PGC 18646      | 180                |
| UGC 3416  | PGC 18662      | 184                |
| UGC 3426  | PGC 18722      | 186                |